# Giovanni Battista Caprara
Giovanni Battista Caprara Montecuccoli, född den 29 maj 1733 i Bologna, död den 21 juni 1810 i Paris, var en italiensk kardinal. Han tillhörde på mödernet samma släkt som Æneas Sylvius Caprara. 
Caprara blev 1801, efter att ha använts i åtskilliga diplomatiska uppdrag, påvlig legat hos franska republiken, med vilken han 1802 slöt ett konkordat. Som ärkebiskop av Milano krönte han 1805 Napoleon I till kung av Italien. 